# Городское поселение посёлок Поназырево
Городско́е поселе́ние посёлок Поназырево — муниципальное образование в составе Поназыревского района Костромской области России.
Административный центр — посёлок городского типа Поназырево.

## История
Городское поселение посёлок Поназырево образовано 30 декабря 2004 года в соответствии с Законом Костромской области № 237-ЗКО, установлены статус и границы муниципального образования.

## Население
| 2008  | 2010  | 2012  | 2013  | 2014  | 2015  | 2016  |
| ----- | ----- | ----- | ----- | ----- | ----- | ----- |
| 4774  | ↗5191 | ↘5134 | ↘5091 | ↘5019 | ↘4958 | ↘4924 |
| 2017  | 2018  | 2019  | 2020  | 2021  | 2024  |       |
| ↘4875 | ↘4806 | ↘4661 | ↘4573 | ↘3289 | ↗4486 |       |

## Состав городского поселения
| №  | Населённый пункт | Тип населённого пункта      | Население |
| -- | ---------------- | --------------------------- | --------- |
| 1  | Бурундучиха      | посёлок                     | ↘18       |
| 2  | Быстрово         | деревня                     | ↗192      |
| 3  | Новое Киселёво   | деревня                     | ↘1        |
| 4  | Новосёловское    | деревня                     | →0        |
| 5  | Панино           | деревня                     | →0        |
| 6  | Панино           | посёлок                     | ↘17       |
| 7  | Поназырево       | деревня                     | ↗124      |
| 8  | Поназырево       | пгт, административный центр | ↗4127     |
| 9  | Соколовское      | деревня                     | ↘2        |
| 10 | Фёдоровский      | хутор                       | →0        |